# Bouca (Zentralafrikanische Republik)
Bouca ist eine Stadt in der Präfektur Ouham-Fafa im westlichen Zentrum der Zentralafrikanischen Republik. Die Bevölkerungszahl von Bouca wird für das Jahr 2012 mit 19.320 Einwohnern angegeben, damit liegt sie auf Platz 31 der bevölkerungsreichsten Städte des Landes. Bouca ist die Hauptstadt der gleichnamigen Unterpräfektur.

## Lage und Verkehr
Bouca liegt am Oberlauf des Flusses Fafa auf einer Höhe von etwa 460 m. Durch Bouca führt die Route Nationale 4, die im Süden in Damara beginnt und in Richtung Norden bis nach Moyenne Sido an der Grenze zum Tschad führt. Über Damara ist die knapp 290 Straßenkilometer weit entfernte Hauptstadt Bangui erreichbar. Außerdem existieren Regionalstraßen nach Bossangoa (Westen) und Dékoa (Osten).
Im nördlichen Teil der Stadt liegt der Flugplatz Bouca, dessen unbefestigte Piste direkt parallel zur Route Nationale 4 verläuft.

## Geschichte
Die Präsenz der Franzosen vor Ort wurde mit dem 1905 in Bouca errichteten Posten zementiert.

### Bürgerkrieg
In der Zentralafrikanischen Republik schwelen schon seit langer Zeit Konflikte zwischen der christlichen Bevölkerungsmehrheit und der lange marginalisierten muslimischen Minderheit; diese Konflikte basieren auf Jahrhunderte alten Rivalitäten zwischen den Bevölkerungsgruppen. Nachdem der Präsident François Bozizé Anfang 2013 von der muslimisch dominierten Séléka-Miliz aus dem Amt geputscht wurde, übernahm Michel Djotodia, der die Séléka unterstützt hatte, das Amt als erster Muslim. Bozizé hatte die Bevölkerung der Region bewaffnet und zum Aufbau von „Selbstverteidigungskräften“ motiviert.
Im September 2013 eskalierten die Spannungen in Bouca, es kam zu zahlreichen Angriffen von den „Selbstverteidigungskräften“ bzw. der Anti-Balaka auf muslimische Zivilisten. Es wurden etwa 40 Muslime getötet und 250 Häuser in Brand gesetzt. Daraufhin griffen (Ex-)Séléka-Mitglieder Christen an, es starben etwa 30 Personen und 300 Häuser wurden vernichtet. Nach Angaben von Ärzte ohne Grenzen starben insgesamt etwa 100 Menschen. Die Bevölkerung floh in den Busch bzw. in die örtliche katholische Missionsstation.
Im Zuge der Präsidentschaftswahl in der Zentralafrikanischen Republik 2020/21 kam es landesweit zu Angriffen von Rebellengruppen auf Städte in der Zentralafrikanischen Republik, weil Bozizé nicht erneut antreten durfte. Die Rebellengruppe CPC nahm im Dezember 2020 (kurz vor den Wahlen) unter anderem Bouca ein. Anfang März 2021 gaben Regierungsstellen bekannt, dass die Zentralafrikanische Armee Bouca von den Rebellen zurückerobert hat.